# إنديو (كاليفورنيا)
إنديو (بالإنجليزية: Indio)‏ هي إحدى مدن مقاطعة ريفيرسيدي، كاليفورنيا. تم إعطاءها لقب مدينة في 16 مايو، 1930.

## التركيبة السكانية
حدّد مكتب تعداد الولايات المتحدة بيانات التركيبة السكانية لإنديو في تعداد الولايات المتحدة. في ما يلي، التركيبة السكانية حسب تعدادي 2000 و2010.

### تعداد عام 2000
بلغ عدد سكان إنديو 49,116 نسمة بحسب تعداد عام 2000، وبلغ عدد الأسر 13,871 أسرة وعدد العائلات 11,073 عائلة مقيمة في المدينة. في حين سجلت الكثافة السكانية 570.6 نسمة لكل كيلومتر مربع (1,477.8/ميل2). وبلغ عدد الوحدات السكنية 16,909 وحدة بمتوسط كثافة قدره 196.4 لكل كيلومتر مربع (508.7/ميل2).
وتوزع التركيب العرقي للمدينة بنسبة 48.67% من البيض و2.77% من الأمريكيين الأفارقة و1.04% من الأمريكيين الأصليين و1.51% من الأمريكيين ذوي الأصول الآسيوية و0.10% من سكان جزر المحيط الهادئ و42.02% من الأعراق الأخرى و3.89% من عرقين مختلطين أو أكثر و75.39% من الهسبانيون أو اللاتينيون من أي عرق.
بلغ عدد الأسر 13,871 أسرة كانت نسبة 54.9% منها لديها أطفال تحت سن الثامنة عشر تعيش معهم، وبلغت نسبة الأزواج القاطنين مع بعضهم البعض 55.9% من أصل المجموع الكلي للأسر، ونسبة 16.7% من الأسر كان لديها معيلات من الإناث دون وجود شريك،  بينما كانت نسبة 7.3% من الأسر لديها معيلون من الذكور دون وجود شريكة وكانت نسبة 20.2% من غير العائلات. تألفت نسبة 16% من أصل جميع الأسر من عدة أفراد يعيشون في نفس المنزل ونسبة 7% كانت تتألف من شخص يعيش بمفرده يبلغ من العمر 65 عاماً أو أكثر. وبلغ متوسط حجم الأسرة المعيشية 3.48، أما متوسط حجم العائلات فبلغ 3.88.
بلغ العمر الوسطي للسكان 27.3 عاماً. وكانت نسبة 35.2% من القاطنين تحت سن الثامنة عشر، وكانت نسبة 10.8% بين الثامنة عشر والرابعة والعشرين عاماً، ونسبة 28.6% كانت واقعةً في الفئة العمرية ما بين الخامسة والعشرين والرابعة والأربعين عاماً، ونسبة 15% كانت ما بين الخامسة والأربعين والرابعة والستين، ونسبة 8.7% كانت ضمن فئة الخامسة والستين عاماً فما فوق. يوجد لكل 100 أنثى 99.9 ذكر، ويوجد لكل 100 أنثى في الثامنة عشر من عمرها فما فوق 96.8 ذكر.
بلغ متوسط دخل الأسرة في المدينة 34,624 دولارًا، أما متوسط دخل العائلة فبلغ 35,564 دولارًا. وكان متوسط دخل الذكور 25,651 دولارًا مقابل 21,093 دولارًا للإناث. وسجل دخل الفرد الخاص بالمدينة 13,525 دولارًا. وكانت نسبة 16.8% من العائلات ونسبة 21.5% من السكان تحت خط الفقر، وكان من هؤلاء نسبة 28.6% تحت سن الثامنة عشر ونسبة 12% في الخامسة والستين من العمر وما فوق.

### تعداد عام 2010
بلغ عدد سكان إنديو 76,036 نسمة بحسب تعداد عام 2010، وبلغ عدد الأسر 23,378 أسرة وعدد العائلات 18,239 عائلة مقيمة في المدينة. في حين سجلت الكثافة السكانية 883.3 نسمة لكل كيلومتر مربع (2,287.7/ميل2). وبلغ عدد الوحدات السكنية 28,971 وحدة بمتوسط كثافة قدره 336.6 لكل كيلومتر مربع (871.8/ميل2).
وتوزع التركيب العرقي للمدينة بنسبة 61.46% من البيض و2.37% من الأمريكيين الأفارقة و0.97% من الأمريكيين الأصليين و2.23% من الأمريكيين ذوي الأصول الآسيوية و0.07% من سكان جزر المحيط الهادئ و29.45% من الأعراق الأخرى و3.44% من عرقين مختلطين أو أكثر و67.78% من الهسبانيون أو اللاتينيون من أي عرق.
بلغ عدد الأسر 23,378 أسرة كانت نسبة 45% منها لديها أطفال تحت سن الثامنة عشر تعيش معهم، وبلغت نسبة الأزواج القاطنين مع بعضهم البعض 56.2% من أصل المجموع الكلي للأسر، ونسبة 15.3% من الأسر كان لديها معيلات من الإناث دون وجود شريك،  بينما كانت نسبة 6.5% من الأسر لديها معيلون من الذكور دون وجود شريكة وكانت نسبة 22% من غير العائلات. تألفت نسبة 16.5% من أصل جميع الأسر من عدة أفراد يعيشون في نفس المنزل ونسبة 7.6% كانت تتألف من شخص يعيش بمفرده يبلغ من العمر 65 عاماً أو أكثر. وبلغ متوسط حجم الأسرة المعيشية 3.21، أما متوسط حجم العائلات فبلغ 3.60.
بلغ العمر الوسطي للسكان 32.2 عاماً. وكانت نسبة 30.1% من القاطنين تحت سن الثامنة عشر، وكانت نسبة 9.5% بين الثامنة عشر والرابعة والعشرين عاماً، ونسبة 27.2% كانت واقعةً في الفئة العمرية ما بين الخامسة والعشرين والرابعة والأربعين عاماً، ونسبة 20.8% كانت ما بين الخامسة والأربعين والرابعة والستين، ونسبة 12.4% كانت ضمن فئة الخامسة والستين عاماً فما فوق. وتوزع التركيب الجنسي للسكان بنسبة 49.3% ذكور و50.7% إناث.

## المناخ
يظهر الجدول التالي التغييرات المناخية على مدار السنة لإنديو:
| البيانات المناخية لـإنديو         | البيانات المناخية لـإنديو | البيانات المناخية لـإنديو | البيانات المناخية لـإنديو | البيانات المناخية لـإنديو | البيانات المناخية لـإنديو | البيانات المناخية لـإنديو | البيانات المناخية لـإنديو | البيانات المناخية لـإنديو | البيانات المناخية لـإنديو | البيانات المناخية لـإنديو | البيانات المناخية لـإنديو | البيانات المناخية لـإنديو | البيانات المناخية لـإنديو |
| الشهر                             | يناير                     | فبراير                    | مارس                      | أبريل                     | مايو                      | يونيو                     | يوليو                     | أغسطس                     | سبتمبر                    | أكتوبر                    | نوفمبر                    | ديسمبر                    | المعدل السنوي             |
| --------------------------------- | ------------------------- | ------------------------- | ------------------------- | ------------------------- | ------------------------- | ------------------------- | ------------------------- | ------------------------- | ------------------------- | ------------------------- | ------------------------- | ------------------------- | ------------------------- |
| الدرجة القصوى °ف (°م)             | 97 (36)                   | 100 (38)                  | 104 (40)                  | 110 (43)                  | 121 (49)                  | 123 (51)                  | 125 (52)                  | 121 (49)                  | 122 (50)                  | 115 (46)                  | 101 (38)                  | 96 (36)                   | 125 (52)                  |
| متوسط درجة الحرارة الكبرى °ف (°م) | 71.9 (22.2)               | 75.3 (24.1)               | 81.3 (27.4)               | 87.5 (30.8)               | 95.7 (35.4)               | 103.1 (39.5)              | 107.3 (41.8)              | 106.6 (41.4)              | 102.0 (38.9)              | 91.9 (33.3)               | 79.6 (26.4)               | 71.0 (21.7)               | 89.5 (31.9)               |
| متوسط درجة الحرارة الصغرى °ف (°م) | 44.6 (7.0)                | 48.0 (8.9)                | 54.8 (12.7)               | 60.7 (15.9)               | 67.7 (19.8)               | 74.2 (23.4)               | 80.3 (26.8)               | 80.3 (26.8)               | 74.0 (23.3)               | 63.7 (17.6)               | 51.8 (11.0)               | 44.2 (6.8)                | 62.1 (16.7)               |
| أدنى درجة حرارة °ف (°م)           | 13 (−11)                  | 20 (−7)                   | 25 (−4)                   | 33 (1)                    | 38 (3)                    | 45 (7)                    | 59 (15)                   | 56 (13)                   | 46 (8)                    | 31 (−1)                   | 23 (−5)                   | 17 (−8)                   | 13 (−11)                  |
| الهطول إنش (مم)                   | 0.56 (14)                 | 0.64 (16)                 | 0.43 (11)                 | 0.05 (1.3)                | 0.07 (1.8)                | 0.01 (0.25)               | 0.04 (1.0)                | 0.54 (14)                 | 0.04 (1.0)                | 0.26 (6.6)                | 0.18 (4.6)                | 0.62 (16)                 | 3.44 (87)                 |
| المصدر: NOAA (normals 1981–2010)  |                           |                           |                           |                           |                           |                           |                           |                           |                           |                           |                           |                           |                           |

## توأمة
لإنديو (كاليفورنيا) اتفاقيات توأمة مع:
- قادس

## أعلام
- فينيسا مارسيل
- ستان فان جوندي
- جون لونغ
- إدواردو غارسيا
- راندي كاباليرو